# Бурж-4 (кантон)
Бурж-4 (фр. Bourges-4) — кантон во Франции, находится в регионе Центр, департамент Шер. Входит в состав округа Бурж.
Код INSEE кантона — 1833. В кантон Бурж-4 входит одна коммуна — Бурж.
Население кантона на 2007 год составляло 15 328 человек.